# Аспирантский теологический союз
Аспирантский теологический союз, ГТУ (англ. Graduate Theological Union) — объединение из девяти независимых семинарий и одиннадцати научно-исследовательских центров в г. Беркли, Калифорния.

## История
ГТУ был создан в 1962 году. Факультет теологии ГТУ является крупнейшим в США. ГТУ поддерживает одну из крупнейших теологических библиотек в мире, поступления в которую контролируются библиотеками Калифорнийского университета в Беркли и Стэнфордского университета. Большинство входящих в ГТУ школ и семинарий находятся по соседству с кампусом Калифорнийского университета в Беркли. Количество студентов составляет около 1300 человек. Вдобавок к традиционным богословским предметам, в куррикулум школ ГТУ входят гуманитарные, культурные и исторические исследования, духовность, философия и междисциплинарные исследования. ГТУ предлагает программы подготовки для следующих учёных степеней: магистр гуманитарных наук, магистр теологии, магистр богословия, а также (в сотрудничестве с Калифорнийским университетом в Беркли) доктор философии и доктор теологии. В ГТУ обучаются представители таких религиозных традиций, как христианство (протестантизм, католицизм, греческое православие), ислам, иудаизм и буддизм. Все студенты ГТУ имеют право посещать любые курсы и лекции в Калифорнийском университете в Беркли.

## Школы
- Теологическая школа Беркли[англ.] Американских баптистских церквей США[англ.], член с 1962 года.
- Тихоокеанская церковная богословская школа[англ.] Епископальной церкви США.
- Доминиканская школа философии и теологии[англ.], член с 1964 года.
- Францисканская школа теологии[англ.], член с 1968 года и по 2013, когда покинула союз и вошла в состав Сан-Диегского университета[англ.].
- Иезуитская школа теологии[англ.] Университета Санта-Клары, член с 1966 года.
- Тихоокеанская лютеранская теологическая семинария[англ.] Евангелической лютеранской церкви в Америке, член с 1962 года.
- Тихоокеанская школа религии Объединённой церковью Христа, Объединённой методистской церковью и «Учеников Христа», член с 1964 года.
- Сан-Францисская теологическая семинария[англ.] Пресвитерианской церкви США, член с 1962 года.
- Школа духовенства Старра Кинга[англ.] унитарианских универсалистов, член с 1964 года.

## Научно-исследовательские центры
- Центр еврейских исследований Ричарда С. Диннера
- Институт буддийских исследований
- Православный институт патриарха Афинагора
- Центр искусств, религии и образования
- Центр религиозных и культурных исследований
- Центр теологии и естественных наук
- Новый колледж Беркли
- Школа прикладного богословия